# Saint Paul (Minnesota)
Saint Paul (ook wel St. Paul) is de hoofdstad van de Amerikaanse staat Minnesota. Het is tevens de hoofdplaats van Ramsey County. In 2016 werd het inwonersaantal geschat op 302.398 inwoners. Saint Paul vormt samen met het westelijk gelegen Minneapolis de tweelingstad Minneapolis-St. Paul.
De geschiedenis van de stad gaat terug tot het begin van de 19e eeuw, toen kolonisten zich vestigden in de omgeving van Fort Snelling, een fort gelegen op de plaats waar de rivieren Mississippi en Minnesota samenvloeien. In 1841 werd een kerk gesticht ter ere van de apostel Paulus en in hetzelfde jaar werd de stad, die tot dan toe Pig's Eye Landing heette, omgedoopt tot Saint Paul. Nadat Minnesota in 1849 een territorium werd, werd Saint Paul uitgeroepen tot hoofdstad. In 1858 werd Minnesota een deel van de Verenigde Staten en werd de stad de 32e hoofdstad van een staat.
De belangrijkste bouwwerken in Saint Paul zijn het Minnesota State Capitol, het Fitzgerald Theater en de Kathedraal van Saint Paul. Deze kathedraal werd in 1915 ingewijd en biedt plaats aan drieduizend mensen. In het Landmark Center bevindt zich The Schubert Club Museum.

## Demografie
Van de bevolking is 10,3% ouder dan 65 jaar. De bevolking bestaat voor 35,9% uit eenpersoonshuishoudens. De werkloosheid bedraagt 3,5% (cijfers volkstelling 2000).
Ongeveer 7,9% van de bevolking van Saint Paul bestaat uit hispanics en latino's, 11,7% is van Afrikaanse oorsprong en 12,4% is van Aziatische oorsprong.
Het aantal inwoners steeg van 272.235 in 1990 naar 287.151 in 2000 en naar 302.398 in 2016.

## Klimaat
In januari is de gemiddelde temperatuur −11,2 °C, in juli is dat 23,1 °C. Jaarlijks valt er gemiddeld 719,3 mm neerslag (gegevens op basis van de meetperiode 1961-1990).

## Sport
De lokale ijshockeyclub Minnesota Wild speelt haar wedstrijden in de National Hockey League. Ook voetbalclub Minnesota United FC speelt haar wedstrijden in het in Saint Paul gelegen stadion Allianz Field.

## Zustersteden
- Nagasaki (Japan), sinds 1955
- Hadera (Israël), sinds 1981
- Culiacán (Mexico), sinds 1983
- Changsha (China), sinds 1987
- Lawaaikamp (Zuid-Afrika), sinds 1988
- Modena (Italië), sinds 1989
- Novosibirsk (Rusland), sinds 1989
- Ciudad Romero (El Salvador), sinds 1991
- Tiberias (Israël), sinds 1996
- Neuss (Duitsland), sinds 1999
- Manzanillo (Mexico), sinds 2002

## Plaatsen in de nabije omgeving
De onderstaande figuur toont nabijgelegen plaatsen in een straal van 8 km rond St. Paul.

## Bekende inwoners van Saint Paul

### Geboren
- Bugs Moran (1893–1957), gangster
- F. Scott Fitzgerald (1896-1940), schrijver
- Frank Loomis (1896-1971), atleet
- Warren Burger (1907-1995), opperrechter van de Verenigde Staten
- Melvin Calvin (1911-1997), ingenieur, scheikundige en Nobelprijswinnaar (1961)
- William Lava (1911–1971), componist en arrangeur
- William Colby (1920–1996), directeur van de Central Intelligence Agency
- Winslow Briggs (1928-2019), botanicus
- Kate Millett (1934-2017), schrijfster en feministe
- Charles Kimbrough (1936-2023), acteur
- Jerry Juhl (1938-2005), schrijver van Muppet-films en -series
- Mike Farrell (1939), acteur en producer
- Loni Anderson (1945-2025), actrice
- Mary Meyers (1946-2024), schaatsster
- Susan Blu (1948), stemactrice
- Randy Schekman (1948), celbioloog en Nobelprijswinnaar (2013)
- Anneka Di Lorenzo (1952–2011), actrice in exploitatiefilms en naaktmodel
- Giorgos Papandreou jr. (1952), partijleider Griekenland
- Duane G. Carey (1957), astronaut
- Tim Kaine (1958), gouverneur van Virginia (2006-2010) en senator
- Laila Robins (1959), actrice
- Tim Pawlenty (1960), politicus
- Chad Smith (1961), drummer van The Red Hot Chili Peppers
- Katie Class (1963), schaatsster
- Heidemarie Stefanyshyn-Piper (1963), astronaute
- Greg Baker (1968), acteur
- Mitch Hedberg (1968–2005), stand-upcomedian
- Tom Malchow (1976), zwemmer
- Josh Hartnett (1978), filmacteur en -producent
- Nate Richert (1978), acteur en muzikant
- Eyedea (1981–2010), freestyle underground battle rapper
- Lindsey Vonn (1984), alpineskiester
- Devin Kelley (1986), actrice
- Maria Lamb (1986), langebaanschaatsster
- Kelly Catlin (1995-2019), wielrenster

## Galerij

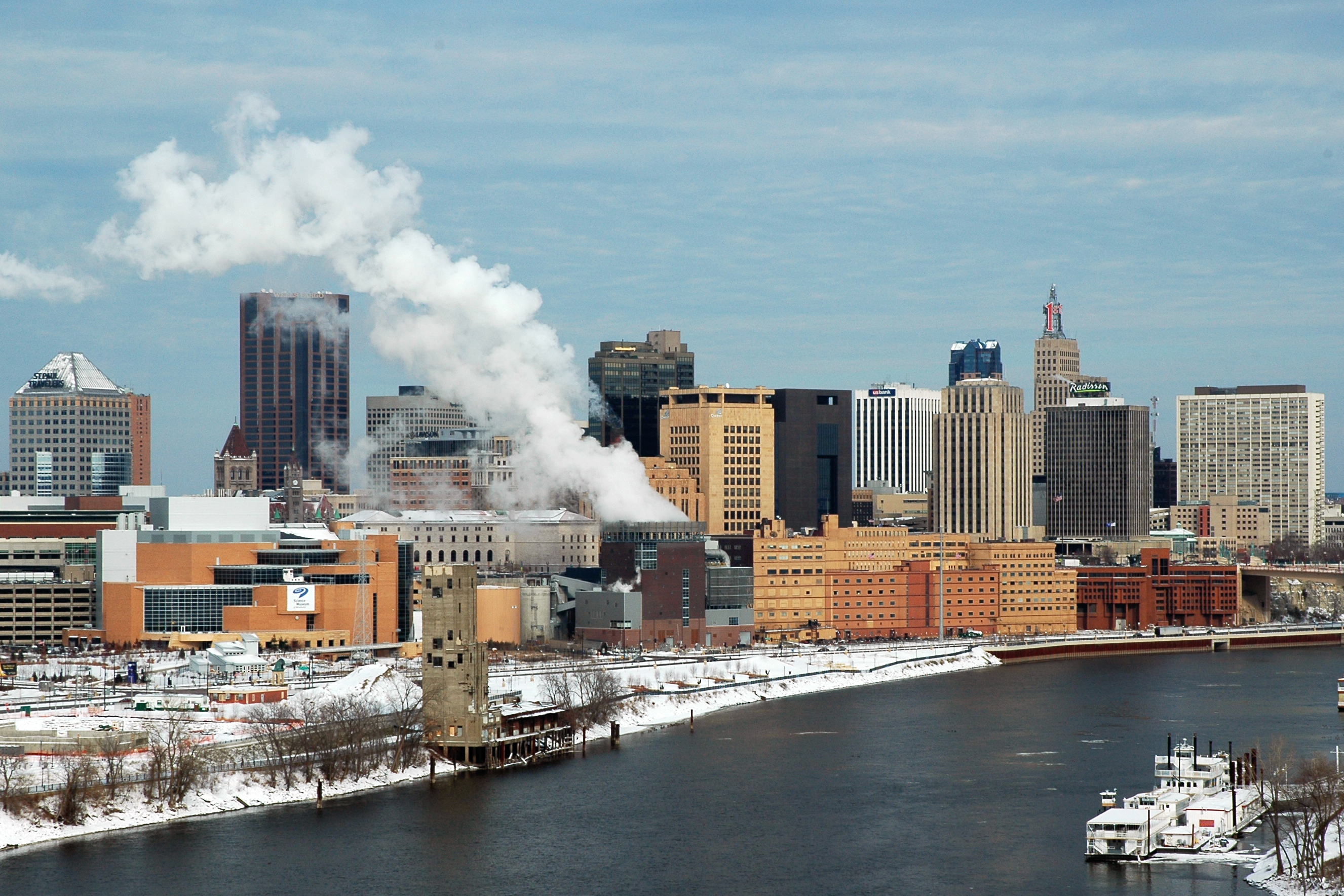
Uitzicht op Saint Paul
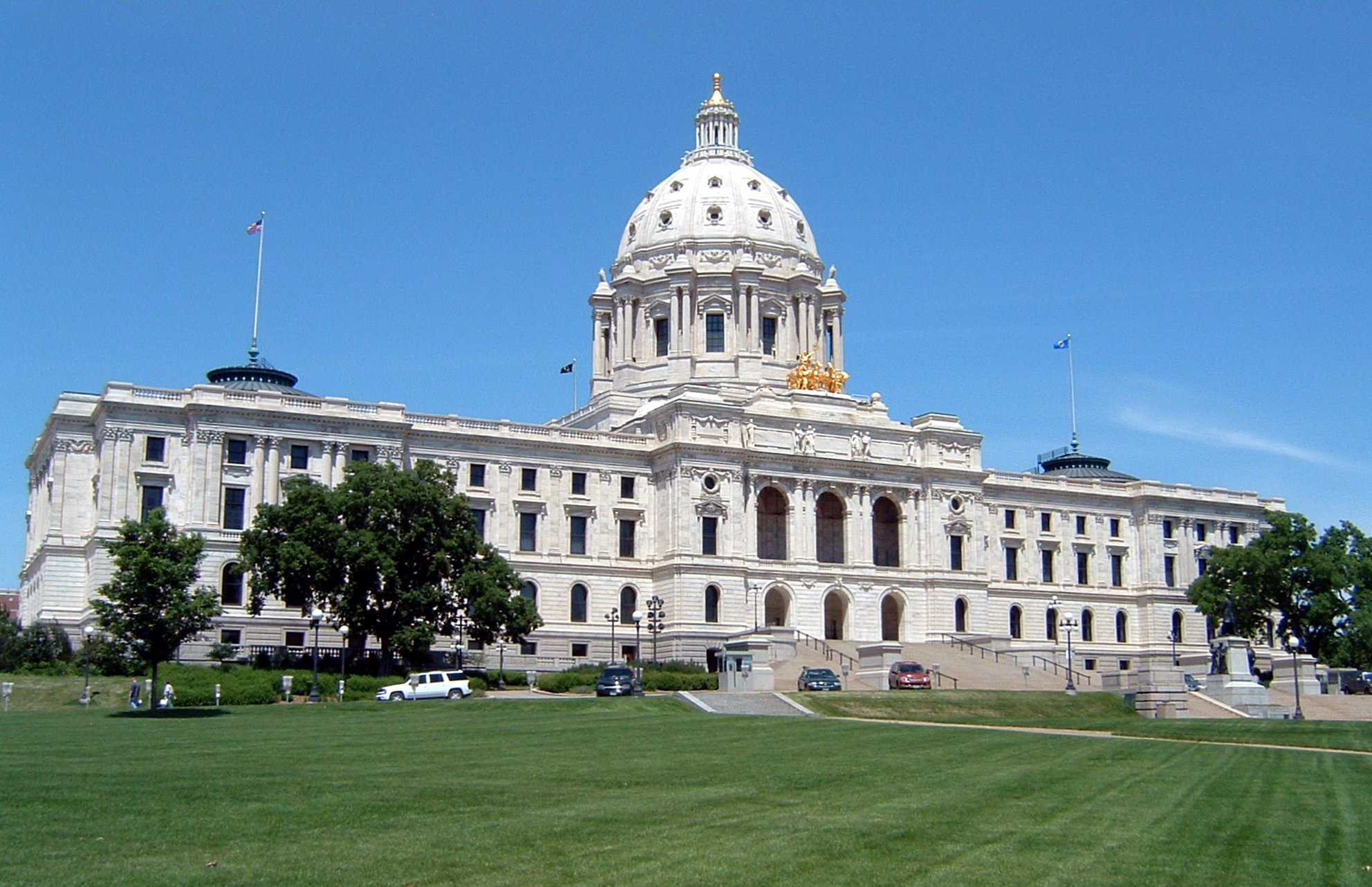
Minnesota State Capitol
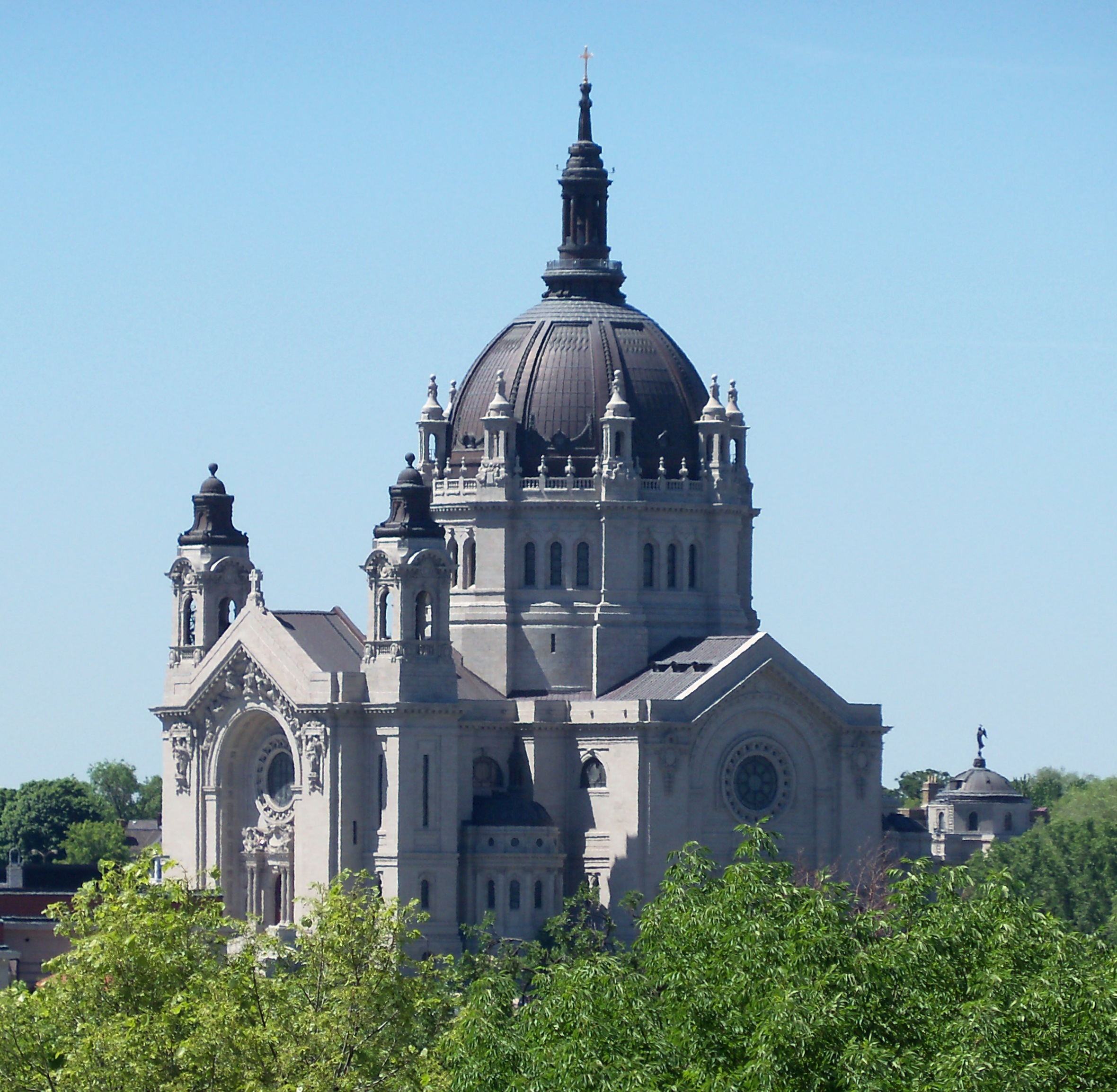
De Kathedraal van Saint Paul